# کوزی گونی
کوزی گونی (به ترکی استانبولی: Kuzey Güney) یک مجموعه تلویزیونی درام ساخت کشور ترکیه است. قسمت اول این مجموعه در ۷ سپتامبر ۲۰۱۱ از کانال د ترکیه پخش شد و پس از دو فصل در ۲۶ ژوئن ۲۰۱۳ به پایان رسید.

## خلاصهٔ داستان
دو برادر به نام‌های کوزِی و گونِی با هم سوار اتومبیل بودند، در حالی که گونی رانندگی می‌کرد ناگهان با عابر پیاده‌ای تصادف کرد و باعث مرگ وی شد، اما کوزی از روی دلسوزی خود را به جای گونی متهم معرفی کرد و به جای او ۴ سال به زندان می‌افتد و پس از آزادی کوزی از زندان وی دچار مشکلاتی شده اما گونی که صاحب شرکتی بزرگ است به کوزی بی‌محلی کرده و هیچ کمکی به وی نمی‌کند…

## بازیگران و شخصیت‌ها
| بازیگر               | نقش               | توضیحات |
| -------------------- | ----------------- | ------- |
| کیوانچ تاتلیتوغ      | کوزی تکین‌اوغلو    |         |
| بورا گولسوی          | گونی تکین‌اوغلو    |         |
| اویکو کارایل         | جمره چایاک        |         |
| باده ایشچیل          | بانو سینانر       |         |
| زرین تکیندر          | گلتن چایاک        |         |
| مصطفی آوکیران        | سامی تکین اوغلو   |         |
| سمرا دینچر           | هاندان تکین اوغلو |         |
| ارتان دونمز          | کاظم              |         |
| هازار ارگچلو         | سیمای             |         |
| چاگداش اونور اوزتورک | باریش هاکمن       |         |
| هاله سویگازی         | ابرو سینانر       |         |
| تورگای کانتورک       | فرهات             |         |
| مروه بولگور          | زینب              |         |
| رضا کجااوغلو         | علی               |         |
| سرهات تئومان         | بوراک             |         |
| گوکسن آتش            | ونوس تزرل         |         |
| کان تاشانر           | شرف               |         |

## نمای کلی سریال
| فصل | قسمت‌ها | قسمت‌ها | تاریخ اصلی روی آنتن رفتن | تاریخ اصلی روی آنتن رفتن |
| فصل | قسمت‌ها | قسمت‌ها | اولین بار                | آخرین بار                |
| --- | ------ | ------ | ------------------------ | ------------------------ |
| ۱   | ۴۰     | ۴۰     | ۷ سپتامبر ۲۰۱۱           | ۲۰ ژوئن ۲۰۱۲             |
| ۲   | ۴۰     | ۴۰     | ۱۲ سپتامبر ۲۰۱۲          | ۲۶ ژوئن ۲۰۱۳             |